# Xiong Shili

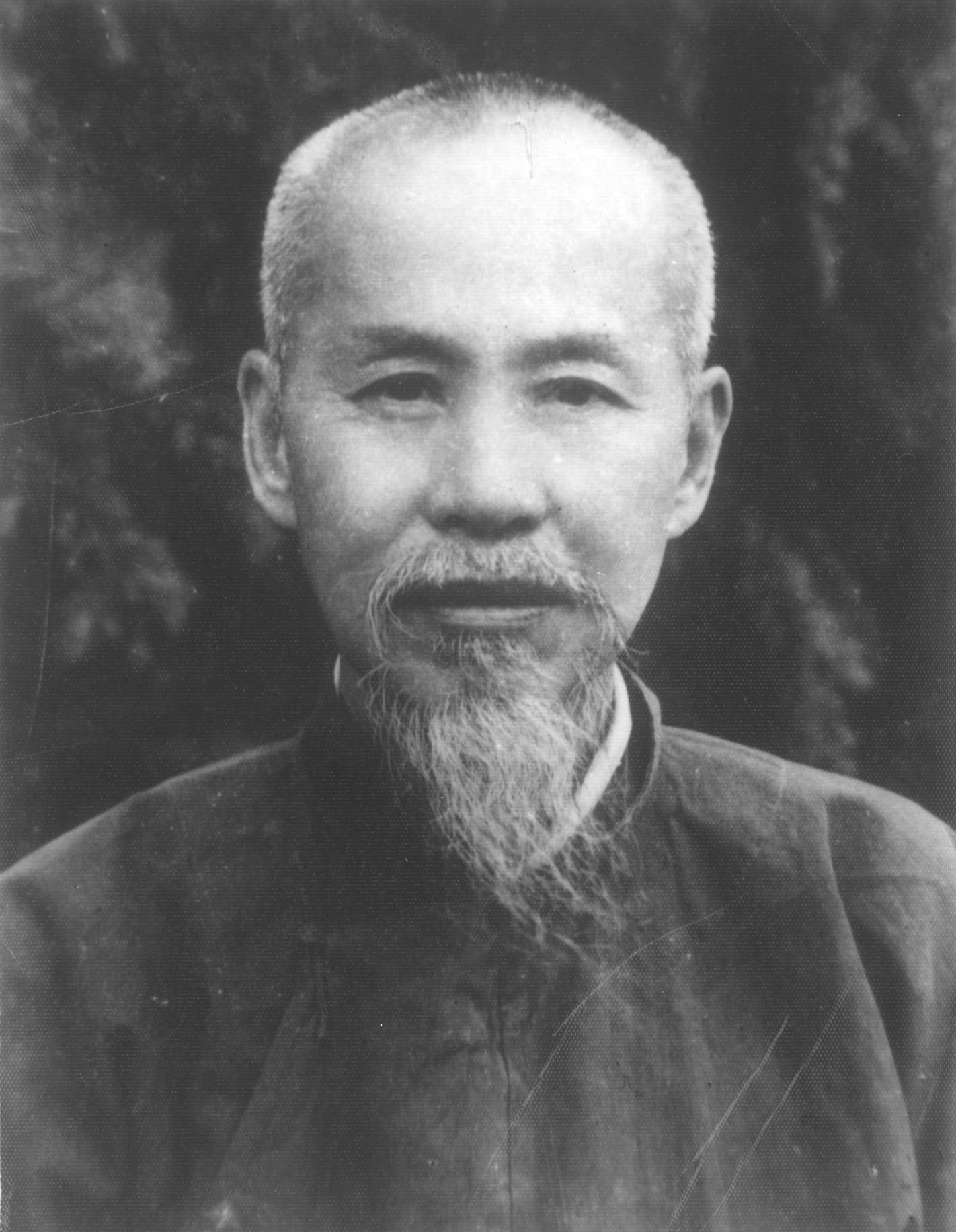
Xiong Shili (1960)

Xiong Shili (熊十力,  Xióng Shílì,  Hsiung Shih-li; geb. 1885; gest. 1968), hào: Zizhen 子真, war ein bedeutender chinesischer Philosoph. Er war ein Vertreter des neuen idealistischen Konfuzianismus.

## Leben und Werk
Xiong stammte aus Huanggang in der Provinz Hubei. Er war beteiligt an der Xinhai-Revolution, welche die Qing-Dynastie beendete. Er arbeitete für die republikanische Armee und Regierung. Einige Jahre studierte er den Buddhismus unter Ouyang Jingwu 歐陽竟無 (1871–1943), dann wandte er sich dem Konfuzianismus zu. Seit 1923 lehrte er seine neue Lehre des Nur-Bewusstseins an der Peking-Universität. Seine Theorie kombinierte Elemente des Buches der Wandlungen (I Ging), der neokonfuzianischen Lu-Wang-Schule und der Nur-Bewusstseins-Schule des Mahayana-Buddhismus. Seine Theorie fand Ausdruck in seinem Hauptwerk Eine neue Abhandlung über Vijñaptimātra (Xin weishi lun), einer konfuzianischen Kritik der buddhistischen Vijñapti-mātra-Theorie vom „Nurbewußtsein“, die in China von dem Pilger Xuanzang (ca. 602–664) zur Zeit der Tang-Dynastie populär gemacht wurde.
Nach seiner Hauptthese ist die „Realität oder das Universum ein großes Ganzes. Ihre Grundnatur, nämlich die des Geistes, des Willens und des Bewusstseins, ist ewig und beständig. Sie ist dynamisch, ein riesiger ständiger Strom von Veränderungen, der sich im Prozess der ständigen Transformation befindet und alle Dinge hervorbringt und reproduziert“.

## Werke
- Xin weishi lun 新唯識論 (Eine neue Abhandlung über Vijñaptimātra)
- Yuanru 源儒 (Der ursprüngliche Konfuzianismus)
- Shili yuyao 十力語要 (Wichtige Gespräche von Shili)
- Fojia mingxiang tongshi 佛家名相通釋 (Eine umfassende Erklärung der buddhistischen Theorie der Phänomene)